# Lunar Orbiter 4

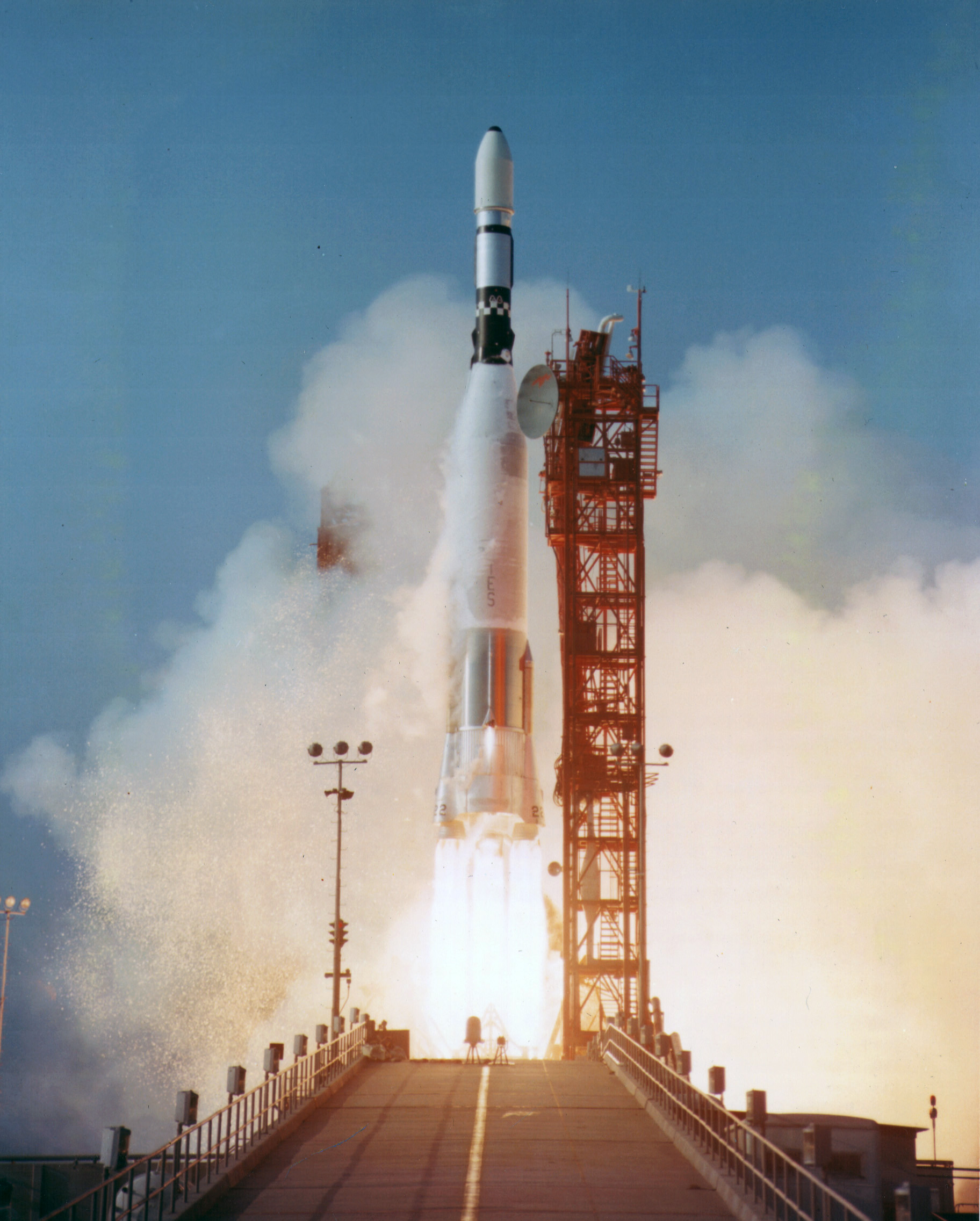
Lancio del Lunar Orbiter 4.

Il Lunar Orbiter 4 fu il quarto satellite lunare appartenente al Programma Lunar Orbiter. Il suo scopo era quello di ottenere foto della Luna che permettessero di scegliere adeguati siti per gli atterraggi delle sonde Surveyor e per le missioni Apollo.

## La Missione
Il Lunar Orbiter 4 fu lanciato il 4 maggio del 1967 alle 22:25:00 UTC e si immise in un'orbita di parcheggio terrestre. Successivamente, dopo un volo senza problemi, raggiunse la Luna e si immise in orbita lunare. Le riprese fotografiche iniziarono l'11 maggio, ma quasi subito si riscontrarono dei problemi con il meccanismo di apertura e chiusura della telecamera. Per paura di non riuscire più ad aprirla, i tecnici decisero di lasciarla sempre aperta, ma questo comportò un continuo cambio di assetto della sonda, per evitare che la luce solare penetrasse nella camera e rovinasse la pellicola fotografica. Il 13 maggio ci si rese conto che effettivamente il sole aveva già rovinato una parte della pellicola; si prese quindi la decisione di chiudere in parte la porta termica. Successivamente si notò della condensa sulla lente, probabilmente causata dalle basse temperature. Fu deciso un cambiamento di assetto, in modo tale che un diverso irradiamento solare potesse eliminare la condensa, cosa che avvenne. Ulteriori problemi con il trascinamento della pellicola fecero decidere ai tecnici di terminare la sessione fotografica il 26 maggio. La trasmissione a Terra iniziò il 1º giugno, furono spedite 419 foto ad alta risoluzione e 127 a media risoluzione che equivalevano a circa il 99% della faccia visibile della Luna.
I contatti con la sonda durarono fino al suo impatto lunare, avvenuto il 31 ottobre 1967.

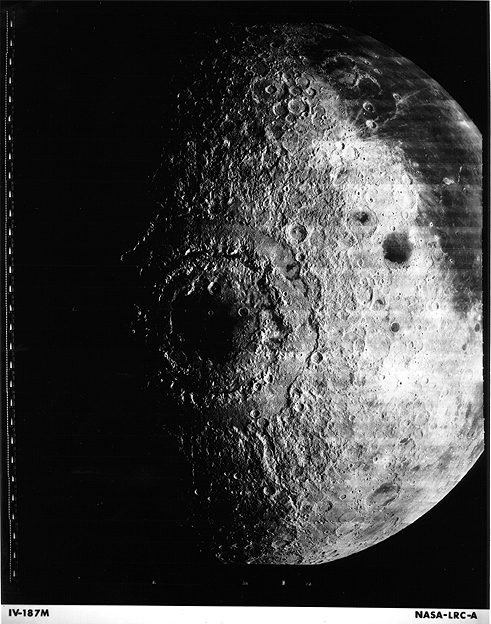
Mare Orientale ripreso dal Lunar Orbiter 4